# Fram2
Fram2 est une mission spatiale habitée du vaisseau Crew Dragon vers l'orbite terrestre basse, opérée par SpaceX pour le compte de Chun Wang. Elle est la première mission habitée, avec une orbite polaire, à survoler les pôles terrestres. Lancée avec succès le 31 mars 2025 à 21h46 (ET) depuis le LC-39A du Centre spatial Kennedy en Floride, elle envoie deux femmes et deux hommes en orbite pour un séjour de près de quatre jours,. La mission est commandée par Chun Wang, qui finance le vol complet, et emporte trois autres passagers privés sélectionnés par lui, ainsi qu'une charge utile scientifique. Il s'agit du premier vol habité du Crew Dragon sans astronaute américain à bord, de la première mission du Crew Dragon avec une inclinaison orbitale différente de 51,6°, et de la sixième mission commerciale du Crew Dragon.

## Équipage
Tout comme pour la mission Inspiration4, il n'y a aucun astronaute professionnel à bord. L'équipage est annoncé en août 2024. Il est choisi par le milliardaire Chun Wang, qui a fait fortune dans les cryptomonnaies. Originaire de Chine, il a fondé le pool de minage (en) de Bitcoin F2Pool. Il s'est installé en Thaïlande en 2015, puis en Corée du Sud. Il a désormais la nationalité maltaise. Il s'inspire de la mission Inspiration4 pour sélectionner les trois passagers, qu'il a personnellement rencontrés au ski (pour deux d'entre eux) il y a plusieurs années et au Svalbard (le troisième). Ce sont tous des aventuriers s'intéressant aux pôles, dont aucun n'a d’expérience comme astronaute,, :
- commandante du vaisseau : Jannicke Mikkelsen,  Norvège, première femme européenne à occuper ce poste, réalisatrice et directrice de la photographie spécialisée dans les environnements éloignés et dangereux tels que l'Arctique, l'océan, l'aviation et l'espace ;

- pilote du vaisseau : Rabea Rogge,  Allemagne, première femme allemande dans l’espace, chercheuse en robotique ;

- commandant de mission : Chun Wang,  Malte ;

- spécialiste de mission et officier médical : Eric Philips,  Australie, guide polaire professionnel.

## Mission
Baptisée Fram2 en référence au navire d'exploration polaire Fram et à la mission spatiale Beagle 2, la mission vise à étudier les pôles terrestres et leur environnement spatial. Il s'agit d'un vol libre du vaisseau Crew Dragon, sans amarrage à une station spatiale. Le vaisseau choisi est d'abord Endurance (autre référence d'exploration polaire), remplacé par Resilience, équipé de la coupole panoramique d'Inspiration4. Initialement prévue pour fin 2024, une date proche du solstice de décembre permettant une observation optimale de l'Antarctique, la mission décolle le 31 mars 2025 à 21h46 (ET) avec la fusée Falcon 9 depuis le LC-39A du Centre spatial Kennedy. Elle s'insère sur une orbite terrestre basse (entre 425 et 450 km) polaire (inclinaison de 90,0°), survolant les deux pôles terrestres.
Pendant près de quatre jours, l’équipage conduit 22 études scientifiques réalisées pour le compte de SpaceX, de la NASA et de diverses universités. Parmi celles-ci, des exercices pour maintenir la masse musculaire et squelettique, la culture de champignons en microgravité, et les premières radiographies humaines en orbite qui permettent d’étudier les effets de la microgravité sur le corps humain, tandis que des observations des phénomènes lumineux polaires, similaires aux aurores boréales, comme le phénomène steve sont capturées en 8K avec des caméras Canon R5C et RED V-Raptor. Jannicke Mikkelsen documente les aurores polaires depuis l’espace le 1er avril 2025, un exploit salué pour sa valeur scientifique et artistique.
Le 1er avril 2025, l’équipage établit un contact radio amateur avec des étudiants de l’Université technique de Berlin, un moment symbolique dirigé par Rabea Rogge pour sa ville natale. Parmi les objets emportés figurent une médaille commémorative d’Otto Lilienthal et une réplique miniature de la cloche de la liberté du Rathaus Schöneberg, portées par Rogge, ainsi qu’un drapeau norvégien brandi par Mikkelsen, symbolisant la fierté nationale,.
La mission s’achève avec succès le 4 avril 2025 par un atterrissage dans l’océan Pacifique, au large de la côte californienne, constituant le premier atterrissage d’une capsule Dragon habitée dans cet océan.